# 斯科沃罗季诺
斯科沃罗季诺（俄语：Сковородино）是俄罗斯阿穆尔州的一座城市。位于布拉戈维申斯克西北669公里处。人口10,100人（2005年估计）；10,566人（2002年人口普查）；13,824人（1989年人口普查）。西伯利亞鐵路經過。